# Бо Дерек
Бо Дерек (енгл. Bo Derek; Лонг Бич, 20. новембар 1956) америчка је глумица и манекенка.

## Детињство и младост
Рођена је 20. новембра 1956. године у Лонг Бичу, у Калифорнији. Ћерка је Пола и Норме Колинс. Родитељи су јој разведени, а мајка јој се касније преудала за каскадера Бобија Баса. Има две сестре и брата.

## Филмографија

### Филм
| Улоге  |              |               |            |          |
| Година | Српски назив | Изворни назив | Улога      | Напомена |
| 1979.  | 10           | 10            | Џени Хенли |          |

### Телевизија
| Улоге      |                         |               |                 |           |
| Година     | Српски назив            | Изворни назив | Улога           | Напомена  |
| 2003—2005. | Седмо небо              |               | госпођа Кинкирк | 3 епизоде |
| 2012.      | Чак                     |               | себе            | 1 епизода |
| 2012.      | Истражитељи из Мајамија |               | Џоана Торинг    | 1 епизода |